# Marilyn Rockafellow
Marilyn Rockafellow North Middletown, 22 januari 1939) is een Amerikaanse tv- en theateractrice.

## Biografie
Rockafellow heeft gestudeerd aan de Douglas College in New Brunswick, zij studeerde in 1960 af met Bachelor of Arts. Rockafellow haalde in 1970 haar Master of Arts in acteren en regisseren aan de Mason Gross School of the Arts in Brunswick New Jersey. 
Rockafellow is nu lid van het bestuur van de Ensemble Studio Theatre in New York en Los Angeles, en voormalig lid van het bestuur van de Newport Performing Arts Center in Rhode Island. Zij is ook lid van het bestuur van de New York League of Professional Theatre Women.
Rockafellow begon in 1979 met acteren voor televisie in de televisieserie ABC Afterschool Specials. Hierna heeft ze nog meerdere rollen gespeeld in televisieseries en films zoals Ordinary People (1980), Freddy's Dead: The Final Nightmare (1991) en Nixon (1995).

## Theaterwerk
- Clothes for a Summer Hotel geregisseerd door José Quintero.
- Play Memory geregisseerd door Hal Prince.
- Open Admissions geregisseerd door Shirley Lauro. Voor dit spel werd zij genomineerd voor Beste Actrice door New York Drama Desk[4].

- Tea in Winter geschreven door haarzelf en was een finalist voor de Short Play Festival in Louisville.

## Filmografie[5]

### Films
Uitgezonderd korte films.
- 2001 Double Whammy – als Nora
- 1999 The Love Letter – als Vivian
- 1995 Nixon – als Helen Smith
- 1994 Amelia Earhart: The Final Flight – als mrs. Elliot
- 1993 Caught in the Act – als moeder van de bruid
- 1993 Double Deception – als eigenaresse
- 1991 Freddy's Dead: The Final Nightmare – als mrs. Burroughs
- 1991 Blood Ties – als Editor manager
- 1991 Defending Your Life – als Helen
- 1991 The Perfect Bride – als mrs. Whitman
- 1991 Saturday's – als mrs. Robichault
- 1990 Shattered Dreams – als Ellen O'Hara
- 1987 Someone to Watch Over Me – als Marge
- 1983 Somewhere, Tomorrow – als verpleegster
- 1983 Anna to the Infinite Power – als mrs. Smithson
- 1980 Ordinary People – als Sarah

### Televisieseries
Uitgezonderd eenmalige gastrollen.
- 1994 General Hospital – als dr. Ellen Cahill – ? afl.
- 1990 Blind Faith – als Madge Kenyon - 2 afl.